# Kalle Anka i ett nötskal
Kalle Anka i ett nötskal (engelska: All in a Nutshell) är en amerikansk animerad kortfilm med Kalle Anka från 1949.

## Handling
Kalle Anka är tillverkare av nötsmör och har en butik formad som en nöt där han säljer smöret. Plötsligt får han slut på råvaror och tar nötter från Piff och Puffs förråd som de samlat på sig. Det dröjer inte så länge förrän de inser vad som hänt och börjar stjäla smöret.

## Om filmen
Filmen hade svensk premiär annandag jul 1950 och visades på biografen Spegeln i Stockholm.
Filmen har givits ut på VHS och DVD och finns sedan 1999 dubbad till svenska.

## Rollista
| Roll       | Originalröst    | Svensk röst     |
| Kalle Anka | Clarence Nash   | Andreas Nilsson |
| Piff       | James MacDonald | Monica Forsberg |
| Puff       | Dessie Flynn    | Bertil Engh     |